# Campionat del Món de motociclisme de 1990
La temporada de 1990 del Campionat del món de motociclisme fou la 42a edició d'aquest campionat, organitzat per la FIM. Aquell any marca l'inici de l'era Rainey: l'americà aconseguí set victòries i va puntuar en totes les curses tret d'Hongria (quan ja havia obtingut el títol) amb l'equip Marlboro-Yamaha de Kenny Roberts. Durant la temporada van continuar sovintejant els accidents a la categoria reina, ja que els pilots intentaven fer front a la forta potència dels motors V4 de dos temps. Honda va presentar una proposta que limitava la categoria superior a 375 cc i tres cilindres, però aquesta idea mai no es va arribar a concretar. Tot i això, amb els temps de volta dels 500cc estancats, era clar que calia fer-hi alguna cosa.

## Resum de la temporada
El company d'equip de Wayne Rainey als 500cc va ser el campió de 1989, Eddie Lawson, però no va poder defensar el seu títol després de trencar-se el turmell esquerre a la primera ronda i trencar-se greument el turmell dret a la ronda següent, a Laguna Seca. Sobre el fet de tenir Lawson com a company d'equip, Rainey va dir: «Només volia destrossar Eddie. No crec que estigués preparat per a un company d'equip com jo. Potser pensava que em podia controlar, però en aquella fase ja no podia». Aquell any, Rainey va canviar de fabricant de pneumàtics en passar dels Dunlop als Michelin.
Kevin Schwantz va continuar guanyant amb la seva Suzuki, però seguia caient amb la mateixa freqüència. L'australià Mick Doohan guanyà el seu primer Gran Premi amb Honda a Hungaroring. Els catalans Sito Pons i Joan Garriga van passar a la màxima categoria després d'uns anys a la de 250cc.
El nouvingut John Kocinski va aconseguir el títol de 250cc per a l'equip Marlboro-Yamaha després d'una disputada lluita pels punts amb Carles Cardús, que no es va decidir fins a l'última cursa de la temporada, el Gran Premi d'Austràlia, on l'americà guanyà després que Cardús es retirés per avaria. Malgrat les cinc victòries en Gran Premi de Hans Spaan, Loris Capirossi, a disset anys, va esdevenir el campió del món més jove de la història quan va aconseguir el títol de 125cc amb Honda, prenent-li a Àlex Crivillé el rècord que havia establert l'any anterior. Pel que fa a Crivillé, aquest any va passar a córrer a la categoria de 250cc amb l'equip Marlboro-Yamaha, tot i que sense gaire èxit (el seu millor resultat va ser un cinquè lloc a Hongria).

## Canvis de classes
El 1990 es va cancel·lar l'antiga classe dels 80cc, introduïda el 1984 com a substituta de l'antiga dels 50cc. Per tant, des d'aquesta temporada, el campionat del món consta de només tres classes (a banda dels sidecars, que seguiren formant part del campionat fins al 1996).

## Campions del món
Pilots
| 125cc           | 250cc         | 500cc        |
| --------------- | ------------- | ------------ |
| Loris Capirossi | John Kocinski | Wayne Rainey |

Constructors
| 125cc | 250cc  | 500cc  |
| ----- | ------ | ------ |
| Honda | Yamaha | Yamaha |

Sidecars
| Pilot / Passatger             | Constructor |
| ----------------------------- | ----------- |
| Alain Michel / Simon Birchall | Krauser     |

## Grans Premis

### Sistema de puntuació
Barem de puntuació de 1988 a 1991:
| Posició | 1  | 2  | 3  | 4  | 5  | 6  | 7 | 8 | 9 | 10 | 11 | 12 | 13 | 14 | 15 |
| Punts   | 20 | 17 | 15 | 13 | 11 | 10 | 9 | 8 | 7 | 6  | 5  | 4  | 3  | 2  | 1  |

### Calendari
| Cursa | Data           | Gran Premi                   | Circuit           |
| ----- | -------------- | ---------------------------- | ----------------- |
| 1     | 25 de març     | Gran Premi del Japó          | Suzuka            |
| 2     | 8 d'abril      | Gran Premi dels Estats Units | Laguna Seca       |
| 3     | 6 de maig      | Gran Premi d'Espanya         | Jerez             |
| 4     | 20 de maig     | Gran Premi de les Nacions    | Misano            |
| 5     | 27 de maig     | Gran Premi d'Alemanya        | Nürburgring       |
| 6     | 10 de juny     | Gran Premi d'Àustria         | Salzburgring      |
| 7     | 17 de juny     | Gran Premi de Iugoslàvia     | Rijeka            |
| 8     | 30 de juny     | Dutch TT                     | Assen             |
| 9     | 7 de juliol    | Gran Premi de Bèlgica        | Spa-Francorchamps |
| 10    | 22 de juliol   | Gran Premi de França         | Le Mans           |
| 11    | 5 d'agost      | Gran Premi de Gran Bretanya  | Donington Park    |
| 12    | 12 d'agost     | Gran Premi de Suècia         | Anderstorp        |
| 13    | 26 d'agost     | Gran Premi de Txecoslovàquia | Brno              |
| 14    | 2 de setembre  | Gran Premi d'Hongria         | Hungaroring       |
| 15    | 16 de setembre | Gran Premi d'Austràlia       | Phillip Island    |

### Guanyadors
| Cursa | Gran Premi                   | 125cc           | 250cc            | 500cc          | Resultats |
| ----- | ---------------------------- | --------------- | ---------------- | -------------- | --------- |
| 1     | Gran Premi del Japó          | Hans Spaan      | Luca Cadalora    | Wayne Rainey   | Resultat  |
| 2     | Gran Premi dels Estats Units |                 | John Kocinski    | Wayne Rainey   | Resultat  |
| 3     | Gran Premi d'Espanya         | Jorge Martínez  | John Kocinski    | Wayne Gardner  | Resultat  |
| 4     | Gran Premi de les Nacions    | Jorge Martínez  | John Kocinski    | Wayne Rainey   | Resultat  |
| 5     | Gran Premi d'Alemanya        | Doriano Romboni | Wilco Zeelenberg | Kevin Schwantz | Resultat  |
| 6     | Gran Premi d'Àustria         | Jorge Martínez  | Luca Cadalora    | Kevin Schwantz | Resultat  |
| 7     | Gran Premi de Iugoslàvia     | Stefan Prein    | Carles Cardús    | Wayne Rainey   | Resultat  |
| 8     | Dutch TT                     | Doriano Romboni | John Kocinski    | Kevin Schwantz | Resultat  |
| 9     | Gran Premi de Bèlgica        | Hans Spaan      | John Kocinski    | Wayne Rainey   | Resultat  |
| 10    | Gran Premi de França         | Hans Spaan      | Carles Cardús    | Kevin Schwantz | Resultat  |
| 11    | Gran Premi de Gran Bretanya  | Loris Capirossi | Luca Cadalora    | Kevin Schwantz | Resultat  |
| 12    | Gran Premi de Suècia         | Hans Spaan      | Carles Cardús    | Wayne Rainey   | Resultat  |
| 13    | Gran Premi de Txecoslovàquia | Hans Spaan      | Carles Cardús    | Wayne Rainey   | Resultat  |
| 14    | Gran Premi d'Hongria         | Loris Capirossi | John Kocinski    | Mick Doohan    | Resultat  |
| 15    | Gran Premi d'Austràlia       | Loris Capirossi | John Kocinski    | Wayne Gardner  | Resultat  |

## Galeria

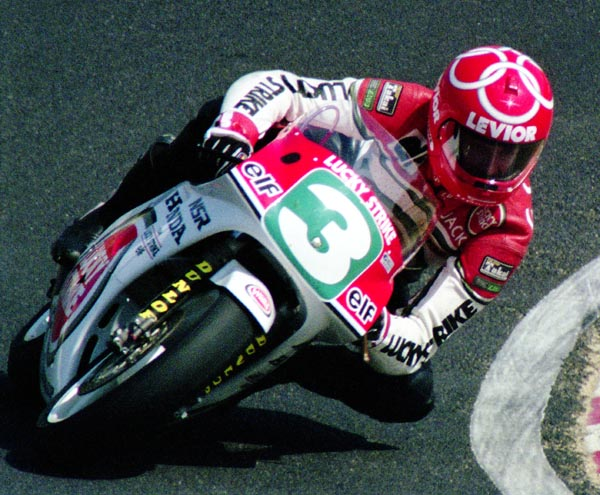
Jacques Cornu, 9è als 250cc
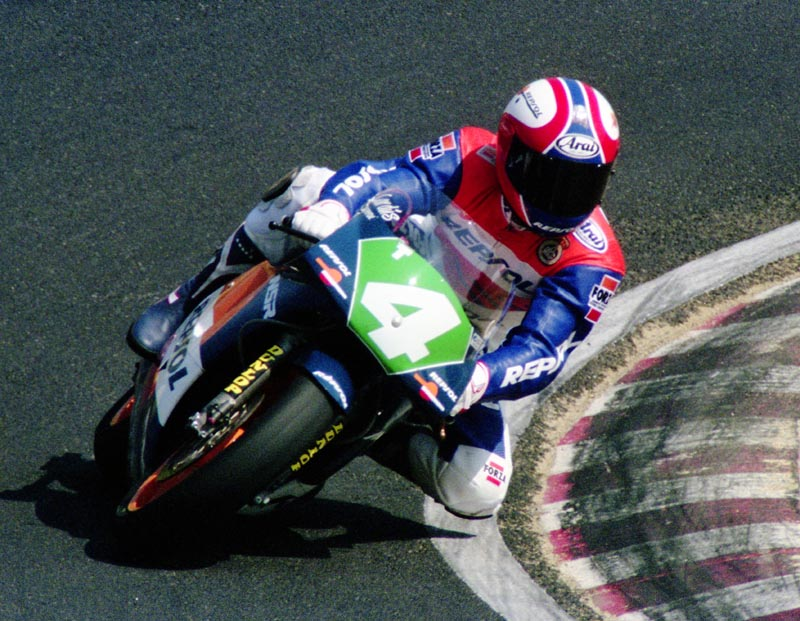
Carles Cardús, subcampió de 250cc
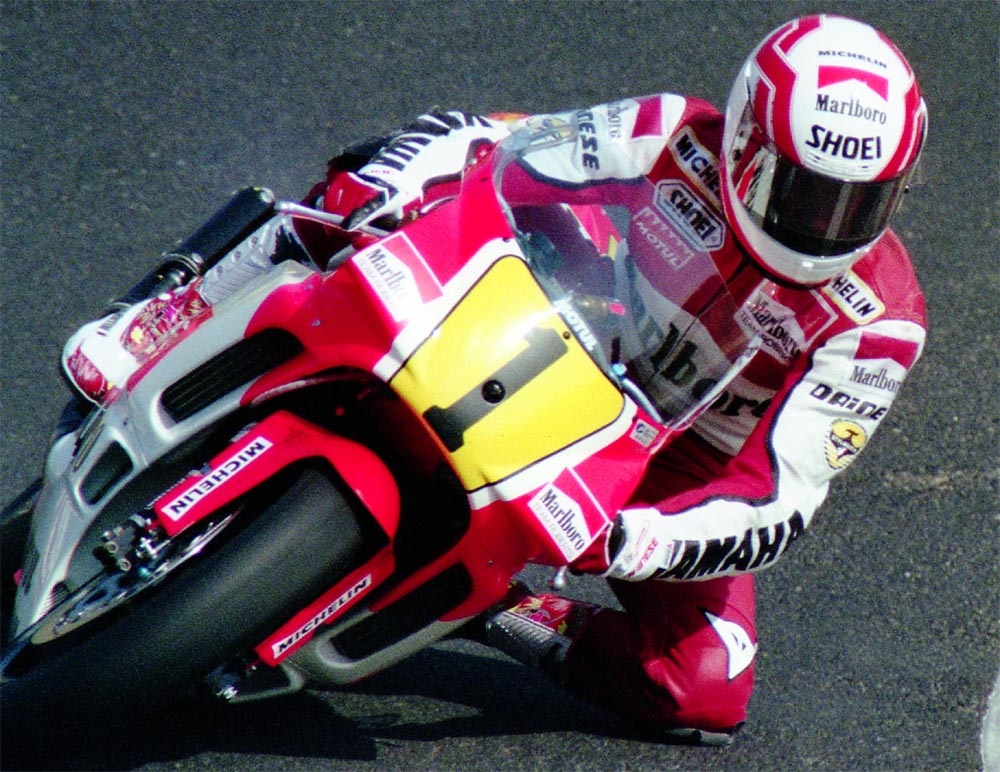
Eddie Lawson, 7è als 500cc
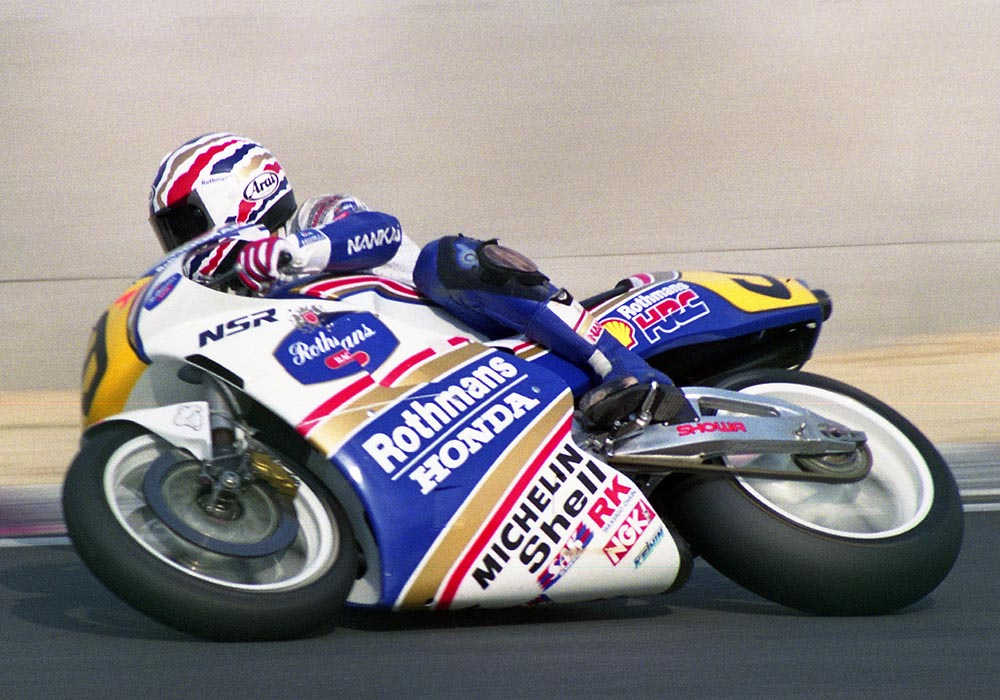
Mick Doohan, 3r als 500cc
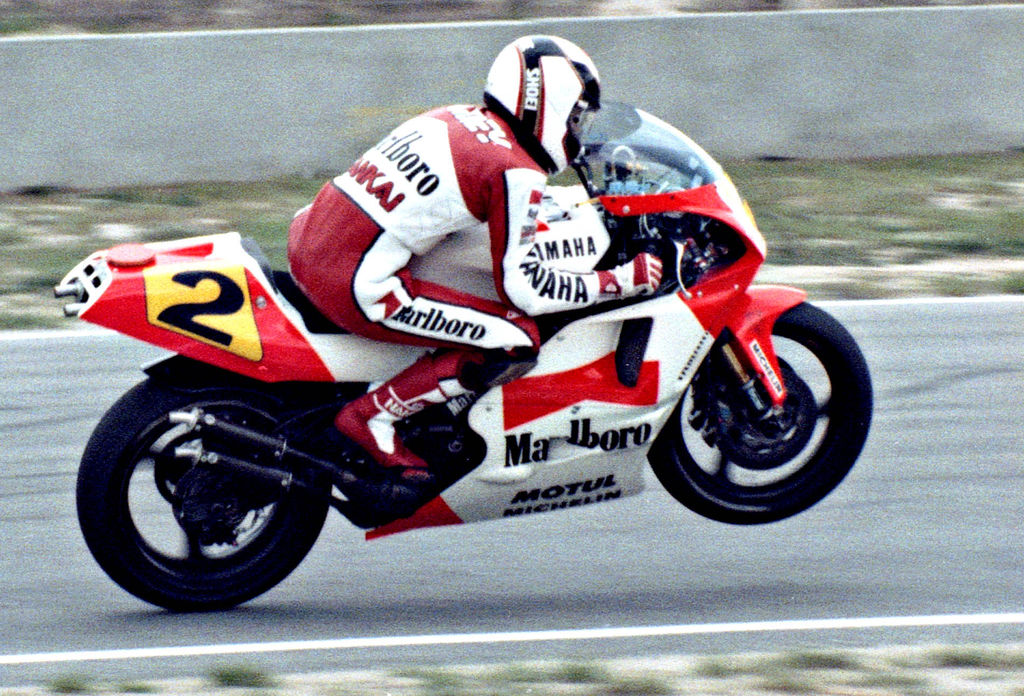
Wayne Rainey, campió de 500cc

## Classificació dels pilots

### 500 cc
(Llegenda) (En negreta - Pole; En cursiva - Volta ràpida)